# Lauras Bielinis
Lauras Bielinis (ur. 30 czerwca 1957 w Wilnie) – litewski politolog, wykładowca, analityk polityczny i publicysta.

## Życiorys
W latach 1976–1981 studiował filozofię na Uniwersytecie Moskiewskim, a od 1983–1986 odbywał na tej uczelni studia aspiranckie. W 1995 w Instytucie Stosunków Międzynarodowych i Nauk Politycznych Uniwersytetu Wileńskiego uzyskał stopień doktora nauk społecznych. Posiada tytuł docenta.
W latach 1981–1983 pracował jako asystent w Katedrze Nauk Społecznych Kowieńskiego Instytutu Politechnicznego, a od 1986 na analogicznym stanowisku na Uniwersytecie Wileńskim. W latach 1991–2006 pełnił funkcję redaktora naczelnego czasopisma "Politologija". Od 1994 pracuje na stanowisku docenta w Instytucie Stosunków Międzynarodowych i Nauk Politycznych Uniwersytetu Wileńskiego. Od 2006 do 2009 był doradcą prezydenta Valdasa Adamkusa, kierował grupą ds. polityki wewnętrznej i analiz.
Należy do Litewskiego Stowarzyszenia Politologicznego. Działał w europejskim ruchu Libertas.

## Publikacje
- Rinkiminių technologijų įvadas, 2000
- Prezidento rinkimų anatomija. 2002 metų prezidento rinkimai Lietuvoje, 2003
- Visuomenė, valdžia ir žiniasklaida. Prieštaringa komunikacinė simbiozė, 2005
- Lietuvos užsienio politikos rytų kryptis. Santykių su Rusijos Federacijos Kaliningrado sritimi, Baltarusija ir Ukraina perspektyva, 2007 (współaut.)